# تيموثي إس. هيلمان
تيموثي إس. هيلمان (بالإنجليزية: Timothy S. Hillman)‏ هو محامي وقاضي أمريكي، ولد في 1948 في شيكاغو في الولايات المتحدة.